# Villa Ada (Roma)
Villa Ada è il quarto più grande parco pubblico di Roma dopo il parco regionale dell'Appia antica, il parco regionale del Pineto e Villa Doria Pamphilj. Ospita numerosi edifici neoclassici, tra i quali la Villa Reale (attualmente in uso alle Legazioni diplomatiche egiziane in Italia). È collocato nella zona settentrionale della città, a nord-ovest della via Salaria, tra i quartieri Parioli, Pinciano e Trieste-Salario.

## Storia

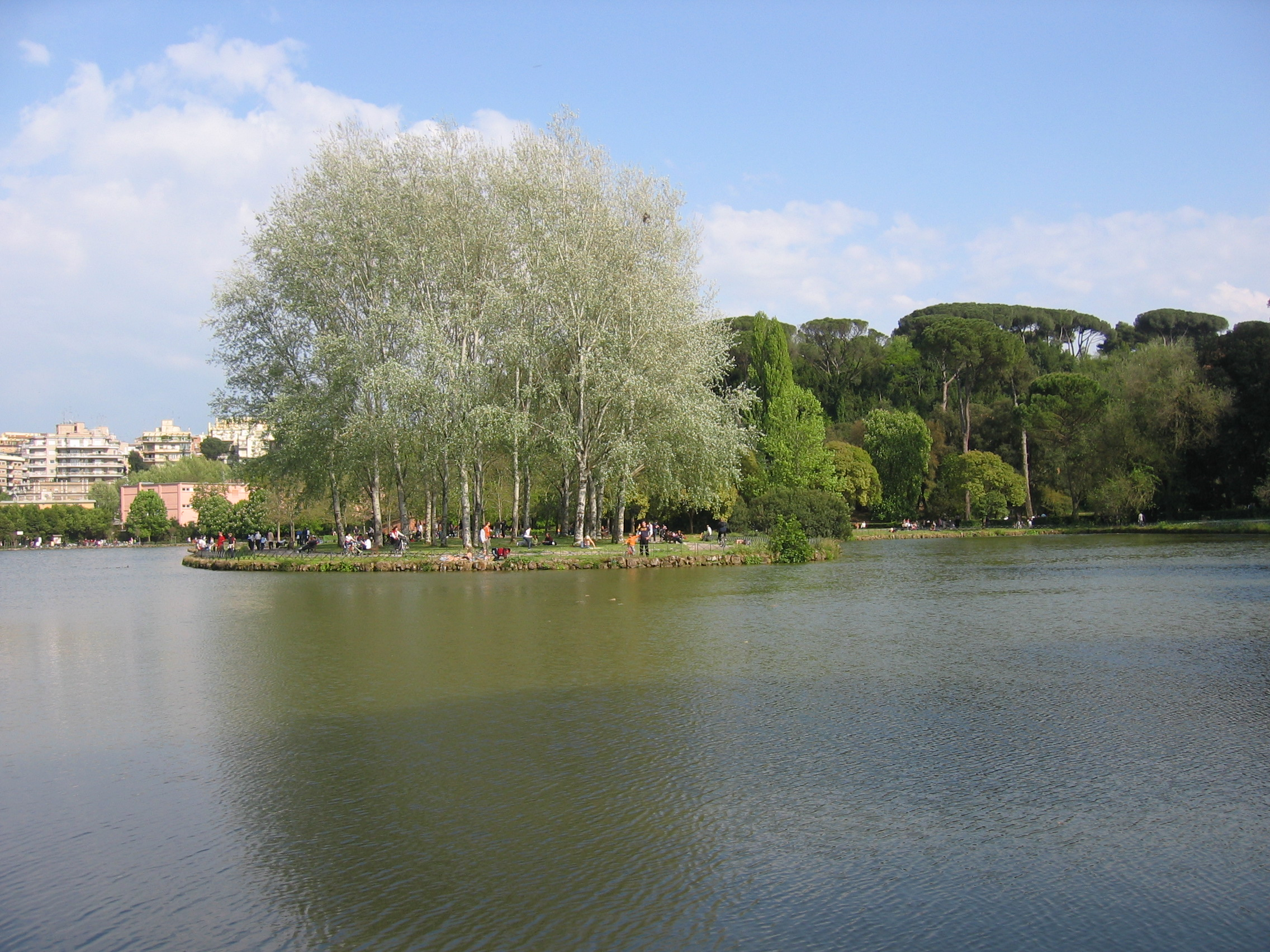
L'isola del laghetto inferiore.

### Archeologia
Sono numerosi i resti di un insediamento urbano databile all'VIII secolo a.C., conosciuto con il nome di Antemnae, da ante amnes, ossia "davanti ai fiumi" in lingua latina, per indicare il punto in cui l'Aniene si unisce al Tevere. Dionisio, Livio e Plutarco la ricordano in lotta contro Roma per vendicare il ratto delle Sabine. Tra le donne rapite, infatti, sarebbero state numerose quelle provenienti da questo centro.
Altro elemento fondamentale è la vicinanza con l'antica via Salaria, la più antica fra tutte le consolari romane, nonché strada fondamentale per il commercio del sale. Fu legata fin dall'origine al commercio di questo minerale che i primi Romani dovevano importare dal mare Adriatico. Lungo questa strada sono ancora evidenti numerose sepolture in forma di sepolcro e da complessi di necropoli e catacombe cristiane che si aprono nel terreno. Si ricordano infatti le splendide e antichissime catacombe di Priscilla, il cui tracciato si estende per la maggior parte sotto il territorio della villa. Il luogo apparteneva alla famiglia degli Acilii (nella zona è infatti presente il toponimo piazza Acilia), che aveva qui un ipogeo gentilizio; è ricordato il console Manio Acilio Glabrione – appartenente alla famiglia e probabilmente convertitosi al Cristianesimo – che fu condannato nel 95 da Domiziano per avere complottato contro di lui. Ben presto all'ipogeo iniziale fu aggiunta una piccola basilica sotto papa Silvestro I e, di conseguenza, altre tombe cristiane.

### Edifici interni al parco

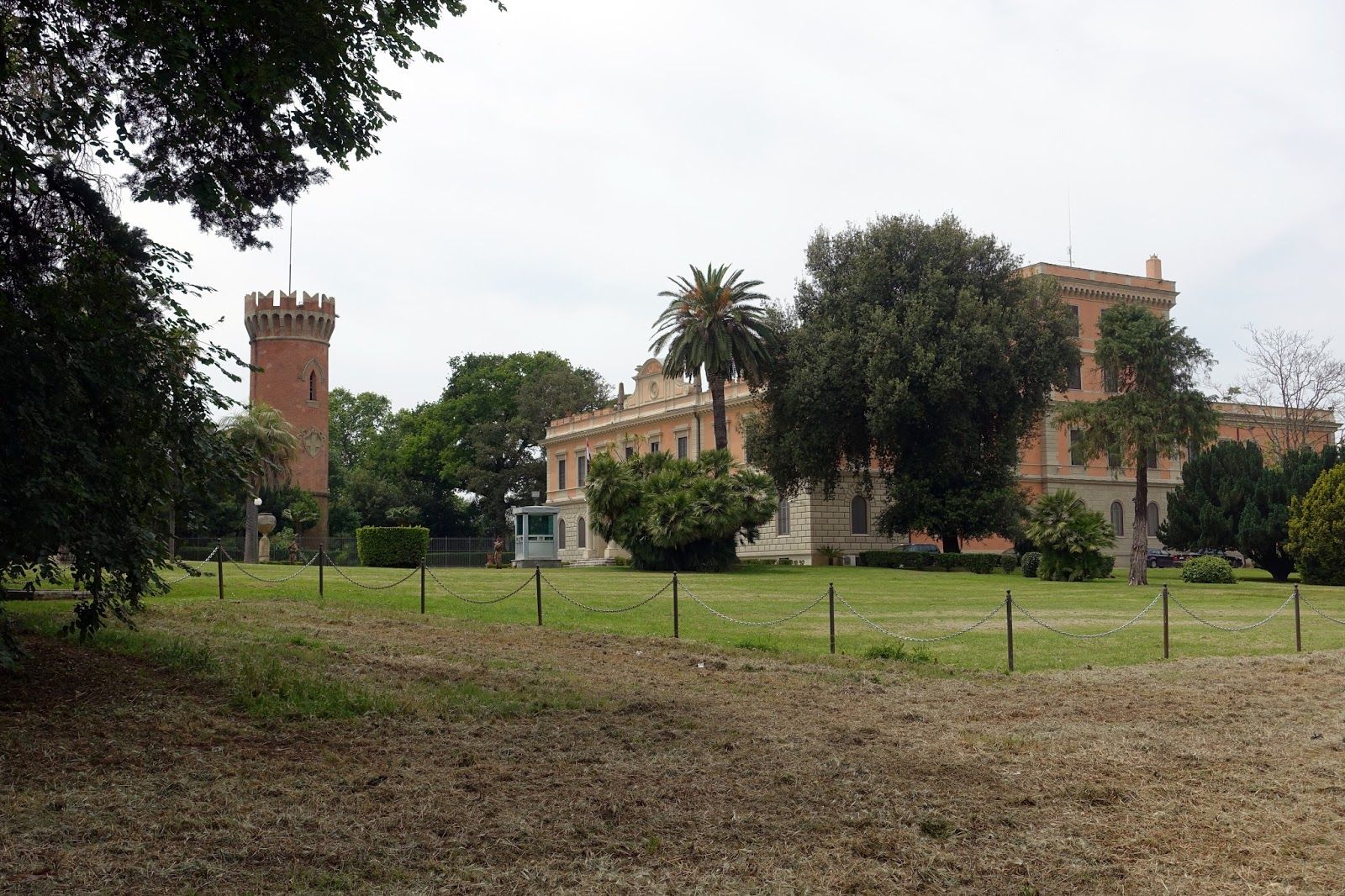
La Palazzina Reale, oggi sede dell'ambasciata d'Egitto

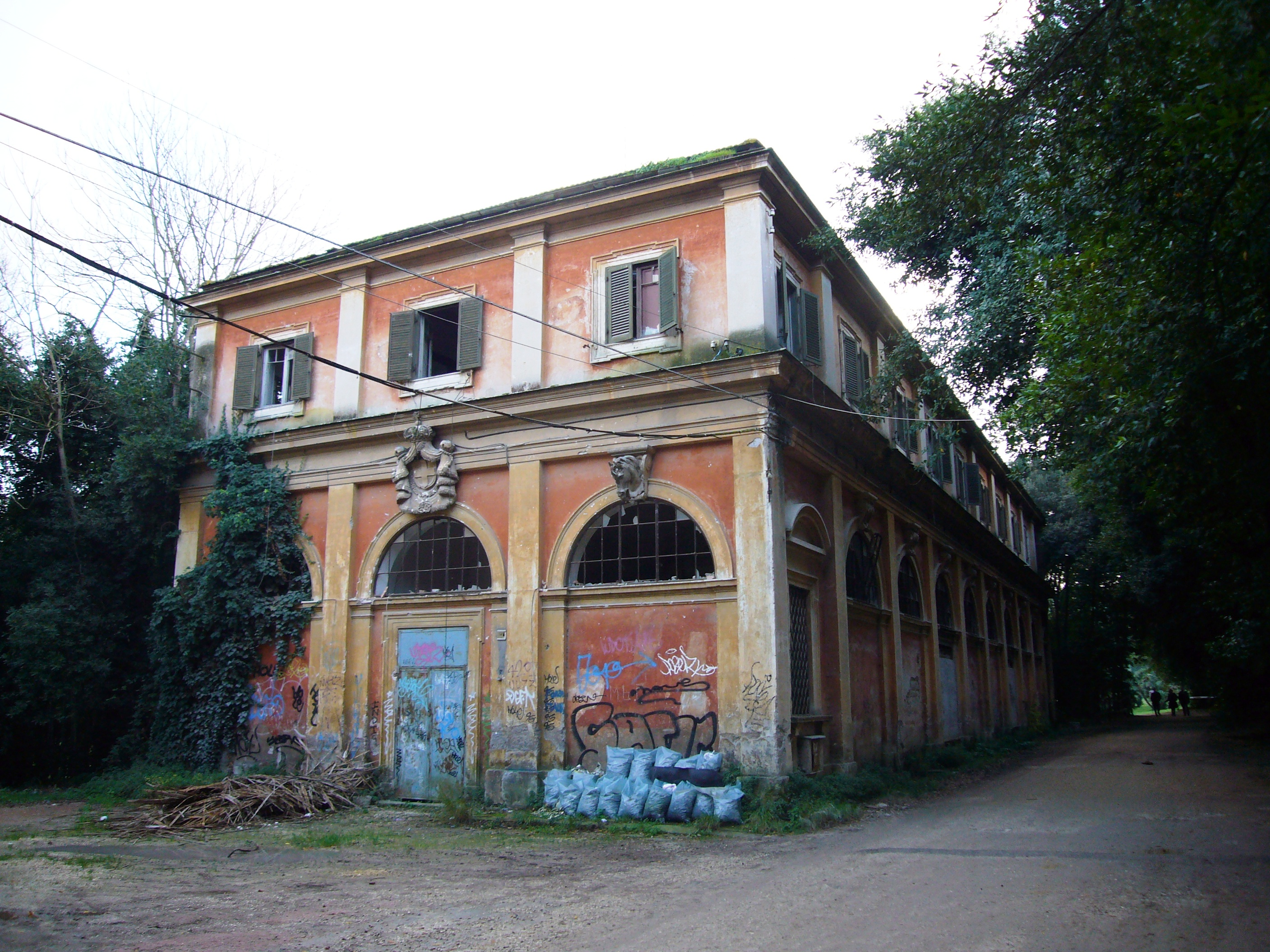
Le Scuderie Reali interne al parco

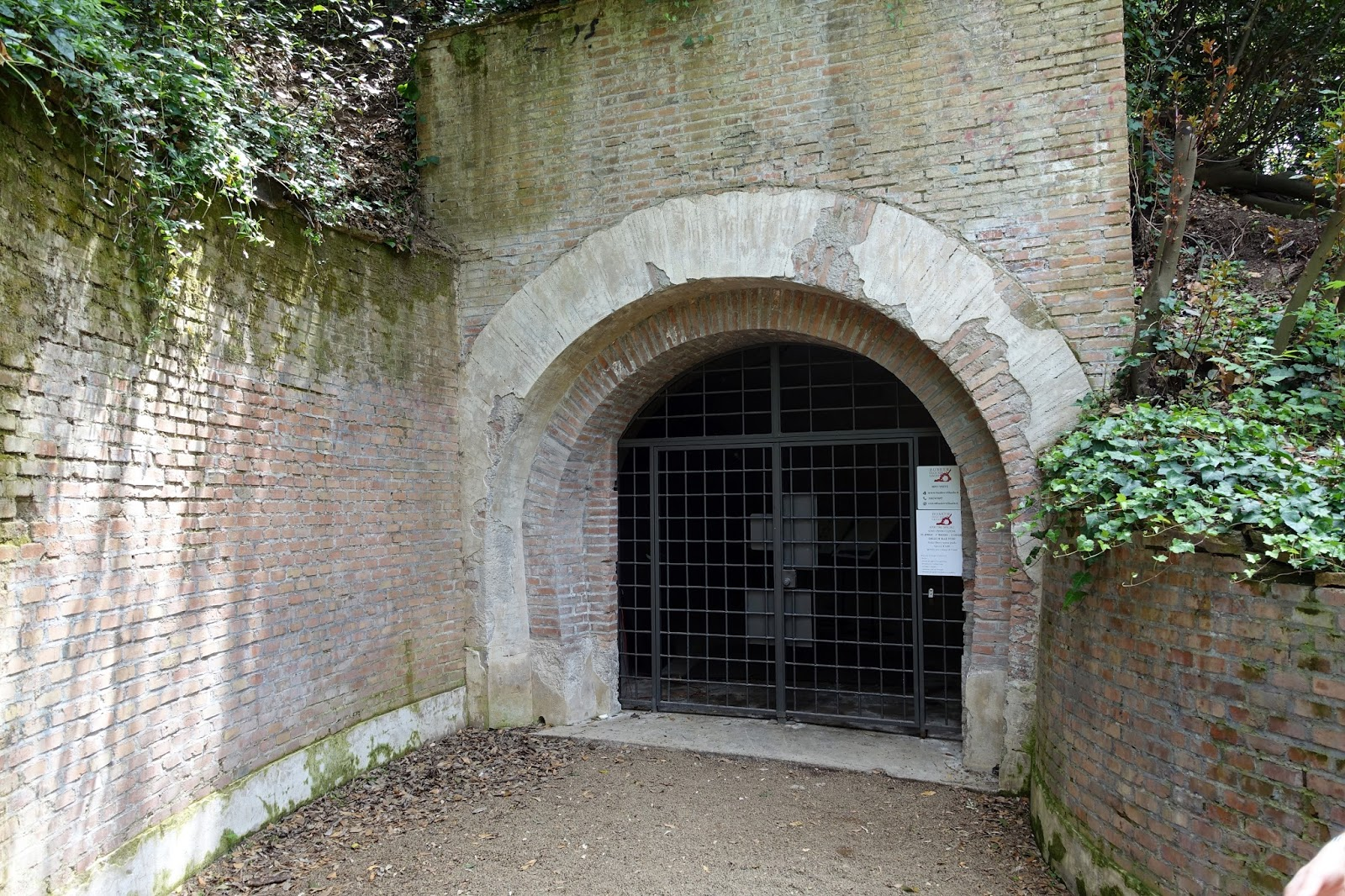
L'accesso al bunker

Oltre alla Palazzina Reale, il parco oggi si presenta dotato di numerosi edifici neoclassici ed eclettici (quali il Tempio di Flora, la Villa Polissena, le Scuderie Reali, lo Chalet svizzero, la Torre Gotica).
La storia della loro edificazione comincia nel XVII secolo, quando il parco era sede del Collegio Irlandese, cioè una tenuta agricola, piuttosto che una villa urbana. Pervenuta in proprietà dei principi Pallavicino, fu riorganizzata alla fine del '700 come "giardino di paesaggio", creandovi percorsi geometrici e piccole costruzioni (come il Tempio di Flora, il Belvedere, il Cafehaus), ai quali il terreno dislivellato forniva sfondi e panorami già romantici.
Fu acquistata dalla famiglia reale Savoia nel 1872: Vittorio Emanuele II ne amava il vasto parco, acquistò altri terreni per ingrandire la tenuta fino ai 160 ettari attuali e vi fece realizzare lavori per migliorarne la funzionalità, e costruzioni di utilità, come le scuderie. Umberto I invece non amava vivere in campagna e preferiva il Quirinale. La villa fu così venduta, nel 1878, a prezzo di favore, all'amministratore dei beni della famiglia reale il conte Giuseppe Telfener, che la intitolò alla moglie Ada. Vittorio Emanuele III la riacquistò nel 1904 e la villa ridiventò residenza reale (facendole cambiare il nome in "Villa Savoia") fino al 1946. Nel frattempo Mussolini decise di costruire nella zona accanto alla villa un bunker anti bombardamento per la famiglia Savoia.
Dopo l'approvazione dell'ordine del giorno Grandi, il 25 luglio 1943 il re convocò Mussolini a Villa Ada dove venne arrestato e portato via in un'autoambulanza.
Alla caduta della monarchia la villa fu oggetto di un lungo contenzioso, a conclusione del quale una parte rimase proprietà privata dei Savoia ed è stata poi variamente alienata (ed è quella che conserva ancora – grazie all'abbandono in cui è rimasta – tracciati del giardino settecentesco), mentre la parte verso via Salaria fu acquisita dal pubblico demanio nel 1957. L'area pubblica è stata nel tempo variamente rimaneggiata e attrezzata e arborata (con specie non sempre autoctone).
La Villa reale fu poi donata da Umberto all'Egitto, in cambio dell'ospitalità ricevuta dai suoi genitori durante l'esilio ad Alessandria nel 1946-47.
Attualmente ospita la sede dell'Ambasciata e del Consolato della Repubblica Araba d'Egitto.

### Il bunker
Interessanti anche i resti di archeologia industriale, rappresentati dai resti del rifugio antiaereo reale, un gigantesco camminamento carrabile, chiuso da porte blindate che, fino agli anni sessanta, ancora conteneva l'arredo originale e resti di armamento.
Attorno alla villa Savoia, allo scoppio della seconda guerra mondiale, la famiglia reale già utilizzava come rifugio antiaereo le cantine della villa, facilmente accessibili mediante botole e anche arredati a mo' di salottino. Tra il 1941 e il 1942, assieme ad un segnale da parte di Mussolini e all'aggravarsi della situazione, si decise di realizzare un nuovo bunker scavato nel banco tufaceo, molto più resistente e più confortevole, nonostante una distanza leggermente maggiore.
Per la sua costruzione vennero utilizzate le migliori tecniche costruttive del tempo per tali strutture, che prevedevano oltre a bombardamenti pesanti, anche la resistenza ad un periodo di isolamento. La struttura era quindi dotata di ogni comodità, di servizi igienici, di acqua e provviste. Le porte d'accesso erano di tipo blindato ed era presente anche un'uscita secondaria per le emergenze. La struttura prevedeva anche il filtraggio dell'aria, e le prese d'aria sbucavano sulla superficie superiore della struttura, rivelando la sua presenza. L'ingresso principale si trova nei pressi della prima scuderia, e si accede superando un grande arco di mattoni rossi pieni. Al suo interno potevano essere anche ospitate delle vetture. Nei pressi dell'ingresso principale esiste inoltre una piccola struttura circolare che oltre a permettere il ricambio d'aria, funge da uscita secondaria, mediante cui si può accedere alla struttura scendendo delle scale a chiocciola.
Negli anni, la struttura venne totalmente abbandonata, e divenne un rifugio per i senzatetto e luogo senza regole, tanto che quasi tutte le pareti interne sono state vandalizzate da graffiti. 
Da aprile 2016 il bunker villa Ada Savoia è restaurato e visitabile grazie alla convenzione tra comune di Roma e Associazione Roma Sotterranea.

## Flora e fauna

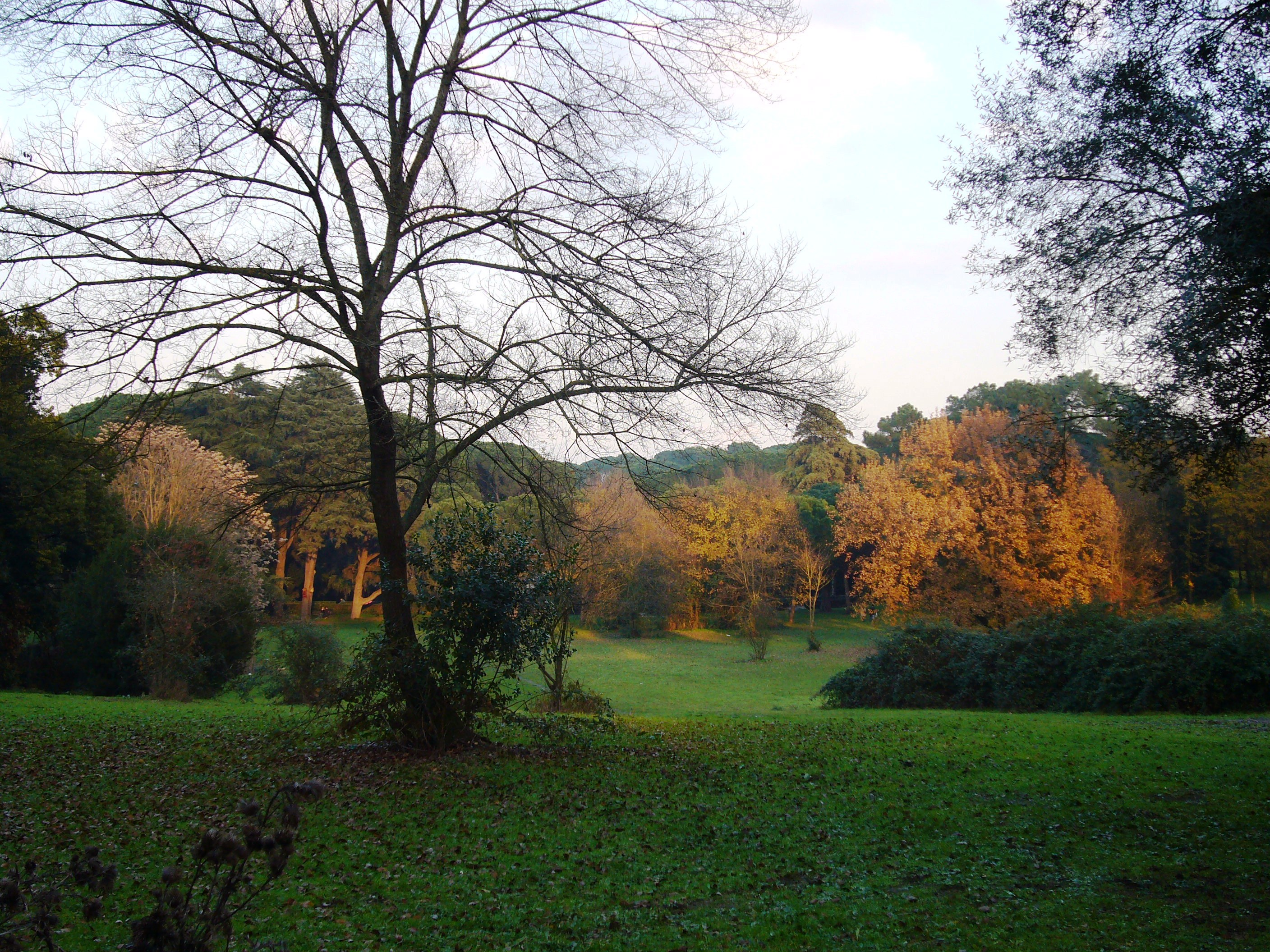
Il parco all'interno.

Il fulcro del parco era la Villa Reale (oggi sede del consolato egiziano), che mostra chiaramente le intenzioni dell'ultimo proprietario: il parco fu infatti una riserva di caccia della famiglia Savoia. La zona pubblica è stata dotata di un percorso anulare lungo circa quattro chilometri, all'interno del quale sono possibili scorciatoie trasversali, attrezzato con pannelli che illustrano le caratteristiche delle varie zone.
La popolazione faunistica è abbastanza ricca, grazie all'ampiezza del comprensorio e alla vicinanza al Tevere: sono presenti molti scoiattoli, e anche talpe, ricci, conigli selvatici, istrici, nonché ricche comunità di uccelli, compresi i pappagalli, una colonia ben nutrita che vive soprattutto vicino alla ex Villa del Re.
Il territorio è alberato all'80%, mentre il restante 20% è a vegetazione erbacea (prati, arbusti). La flora, estremamente varia, è prevalentemente di origine antropica; l'essenza prevalente è il pino domestico, specie che caratterizza in generale il paesaggio di Roma. Sono presenti molte essenze autoctone o di antica naturalizzazione come lecci, allori, olivi, olmi, aceri, pioppi e molte varietà di quercia, ma anche molte specie non autoctone, come alberi tropicali e palme, inserite a scopo ornamentale. Nella villa si trovano inoltre grandi individui arborei, posizionati in modo da costituire punti focali del paesaggio. All'interno della villa è presente anche una rarissima metasequoia, una conifera acquatica importata dal Tibet nel 1940.

## Destinazione d'uso
Durante l'estate all'interno del parco sono ospitati spettacoli musicali e altre manifestazioni.
Inoltre il comune di Roma pianificava di utilizzare le ex Scuderie Reali per alloggiarvi la propria collezione di giocattoli antichi, acquistata nel 2005 dalla Sovrintendenza Capitolina ai beni culturali, costituendo il Museo Europeo del Gioco e del Giocattolo. Il progetto non fu mai portato a compimento, anche per l'opposizione delle associazioni Legambiente e Italia Nostra, e le scuderie giacciono tuttora in uno stato di abbandono.

## Nella cultura di massa

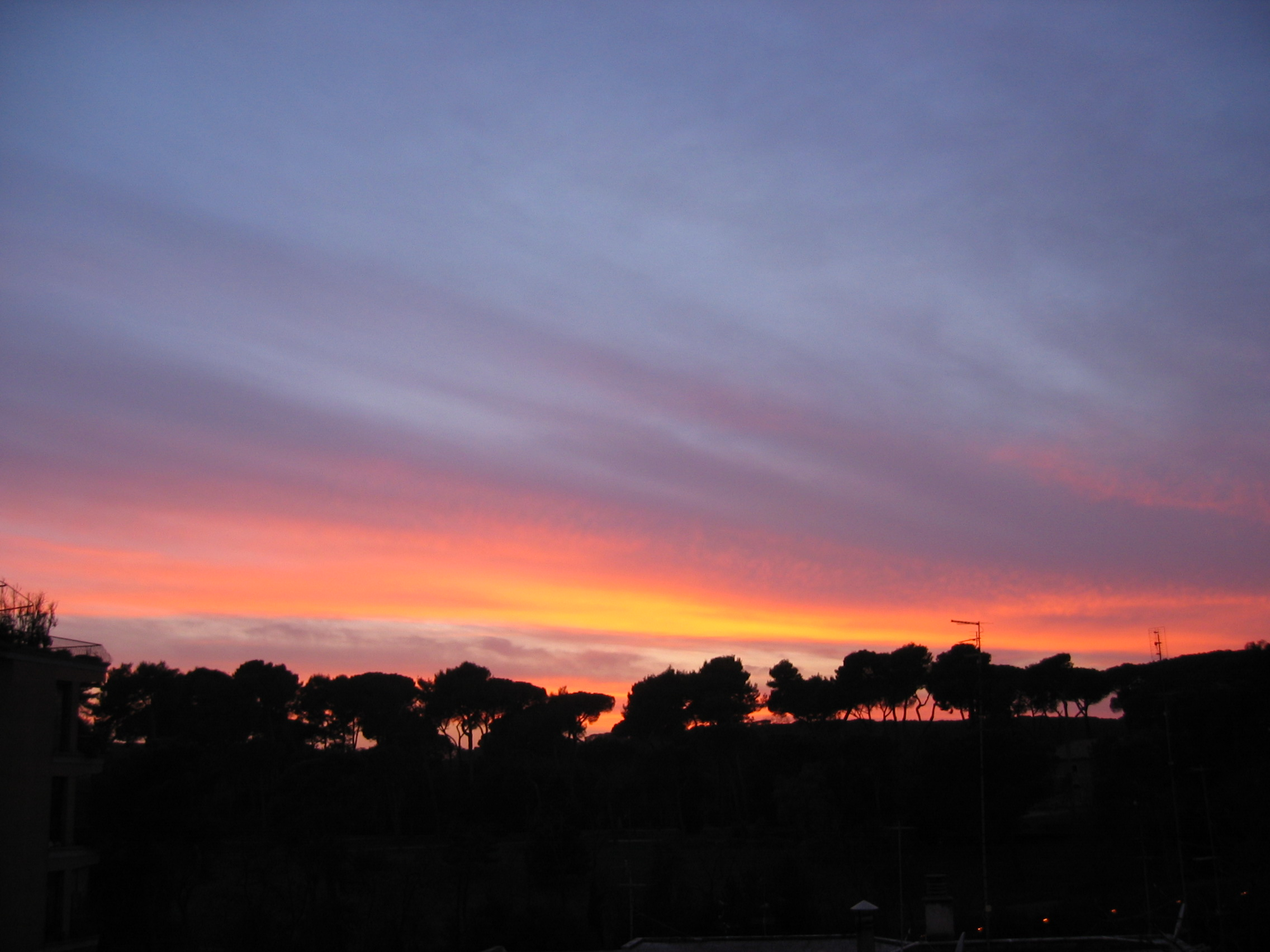
Tramonto su Villa Ada.

Gli esterni percorsi in bicicletta ne Il giardino dei Finzi-Contini di Vittorio De Sica sono stati girati nel parco di questa villa.
Prende nome da questa villa anche un gruppo musicale reggae, i Villa Ada Posse.
A cominciare dal 1994 ogni anno in estate si svolge, presso il laghetto della villa, la manifestazione Roma incontra il mondo, una serie di concerti di world music organizzati dall'ARCI, in collaborazione con il comune di Roma, allo scopo di portare avanti iniziative a sostegno della pace e dell'integrazione multiculturale e contro la guerra, il razzismo, la globalizzazione e la pena di morte.
Nel parco della villa è stato girato un film, Villa Ada, diretto da Pier Francesco Pingitore nel 1999. Il film racconta un intreccio di storie e personaggi che si sviluppano durante una domenica di primavera nel parco.
Gran parte del romanzo di Niccolò Ammaniti, intitolato Che la festa cominci, Einaudi, 2009, si svolge all'interno del parco di Villa Ada.
Nella villa è famoso anche l'originale "pratone" di Villa Ada e il suo gemello più intimo "contropratone", meta degli hippy da oltre vent'anni.